# نص قابل لفك التشفير
النص القابل لفك التشفير هو نوع من النص الذي يُستخدم غالبًا في تعليمات القراءة. ومع هذا النوع من النص، يمكن للقراء الجدد فك شفرة الكلمات باستخدام مهارات الصوتيات التي تم تدريسها لهم. على سبيل المثال، يمكن للأطفال فك شفرة عبارة مثل "Pat the fat rat" إذا تم تعليمهم التركيبات الصوتية للحروف الخاصة بكل حرف وهي أن — 'p' يُنطق /p/ وأن 'a' يُنطق /a/ وما إلى ذلك.
وبشكل عام، يُستخدم النص القابل لفك التشفير في البرامج التي تنطوي على أهمية كبيرة لعلم الصوتيات. وتستخدم أساليب التعليم الشاملة للغة والكلمات قصصًا ذات كلمات شائعة كثيرة التردد ومرتبة في أنماط تكرارية يمكن التنبؤ بها.
يتمتع نظام النص القابل لفك التشفير للنظام العشري الذي تم ترميزه ثنائيًا بأكبر عدد من المستويات. ووجود مستويات أكثر يعني أن الطفل يواجه تحديات أقل في معالجة المستوى النصي.
وفي الولايات المتحدة، تطالب بعض الولايات بأن تكون نسبة كبيرة من الكلمات في النصوص في المراحل المبكرة قابلة لفك التشفير وفقًا لتطابقات الصوت مع الحرف التي تم تعليمها للطلاب. والداعمون لهذا الاتجاه يقولون إن هذا النوع من النص يمكن الطلاب من ممارسة المهارات الصوتية التي تم تدريسها لهم. في حين يدعي المنتقدون أن هذا النوع من النصوص يكون متكلفًا وغير طبيعي. وفي ولاية كاليفورنيا، تم انتقاد نهج اللغة الشامل للاعتقاد بأنه سبب تراجع درجات الطلاب في القراءة وأمرت الهيئة التشريعية بتجديد التأكيد على النصوص القابلة لفك التشفير.